# Star Music
Star Music ist ein philippinisches Plattenlabel, das der ABS-CBN Corporation gehört. Es hat seinen Hauptsitz in Quezon City.

## Unteretiketten

### Strom
- Star Events – Veranstalter von Konzerten und Events.
- Star Home Video
- Tarsier Records
- TNT Records – gegründet im Jahr 2018 als offizielles Plattenlabel von Tawag ng Tanghalan-Anwärtern, Finalisten und Champions.
- StarPop
- DNA Music
- Lodi Records

Darüber hinaus vertreibt Star Music auch Singles und Alben/EPs ausgewählter Künstler von OneMusicPH, einer digitalen Musik-Website von ABS-CBN Digital Media.

### Ehemalige
- ASAP Music – Ein Sublabel für die musikalische Varieté-Show ASAP. Es wurde 2006 ins Leben gerufen.
- Bituen Ti Amianan – ein Sublabel, das das regionale (nördliche) Marktsegment bedient.
- Black Bird Music – Ein Unterlabel; Es wird von Aiza Seguerra geleitet, die auch die Gründerin des Labels ist.
- Budget Music – ein Sublabel für Coverversionen und Multiplexe.
- Ear Sub – ein Sublabel für Rock- und Alternative-Künstler.
- Istilo Records – ein Sublabel für junge aufstrebende Künstler.
- NuGen Records – Ein Sublabel für unabhängige und alternative Künstler.
- Startraxx Records – ein Sublabel für Film- und Fernsehsoundtracks.
- Saucy Music – ein Sublabel für massenbasierte Künstler.

## Bemerkenswerte Künstler
- 4th Impact
- Acel Van Ommen
- Aegis
- ABS-CBN Philharmonic Orchestra[2]
- Absolute Play
- Aiza Seguerra[3]
- Alex Gonzaga
- Andrea Brillantes
- Angeline Quinto[2]
- April Boy Regino
- Ato Arman
- Bailey May
- BGYO
- Bini
- BoybandPH
- Bugoy Drilon
- Bryan Joe
- Bryan Termulo[2]
- CJ Navato
- Daniel Padilla[2]
- Daryl Ong
- Dave Anonuevo
- Darryl Shy
- Dingdong Avanzado
- Donna Cruz
- Ebe Dancel
- Edward Barber
- Edward Benosa
- Elaine Duran
- Ella Mae Saison
- Enchong Dee
- Erik Santos[2]
- Froilan Canlas
- Gary Valenciano
- Generation
- Gerald Santos
- Gimme 5
- Harana
- Hashtags
- Jake Zyrus[2]
- Jamie Rivera
- Janella Salvador[2]
- Janine Berdin
- Janno Gibbs
- Jaya[2]
- Jed Madela[2]
- Jericho Rosales
- Jessa Zaragoza
- JM de Guzman
- Jolina Magdangal[2]
- Jona
- Jovit Baldivino[2]
- Jugs Jugueta
- Juris Fernandez[2]
- Kathryn Bernardo[2]
- Kaye Cal
- Khalil Ramos[2]
- Kidwolf
- Kim Chiu[2]
- Kira Balinger
- Kisses Delavin[2]
- Klarisse de Guzman
- Kriesha Chu
- Kristel Fulgar
- Kyla[2]
- Kyle Echarri
- KZ Tandingan[2]
- Lani Misalucha
- Lara Maigue
- Lindsay Custodio
- Leila Alcasid
- Liezel Garcia[2]
- Loisa Andalio
- Maria Aragon
- Marcelito Pomoy
- Marco Sison
- Marielle Montellano
- Marion Aunor
- Maris Racal
- Maymay Entrata
- Michael Pangilinan
- Migz & Maya
- Miko Manguba[4]
- MMJ (MM & MJ Magno)
- MNL48
- Morissette Amon
- Moira Dela Torre
- Noven Belleza
- Ogie Alcasid
- Piolo Pascual
- Randy Santiago
- Reo Brothers
- Regine Velasquez
- Richard Yap
- Rivermaya
- Roselle Nava
- Rose Fostanes
- Ryan Tamondong
- Sam Mangubat
- Sam Milby
- Sandara Park
- Sharon Cuneta
- Sue Ramirez
- Teddy Corpuz[2]
- The Company
- Tim Pavino
- TNT Boys
- Toni Gonzaga[2]
- Tonie Enriquez
- Tootsie Guevarra
- True Faith
- Vice Ganda[2]
- Vina Morales[2]
- Vivoree Esclito[2]
- Volts Vallejo
- Yeng Constantino[2]
- Ylona Garcia
- Yohan Hwang
- Young JV[2]
- Zephanie[2]